# Мидык

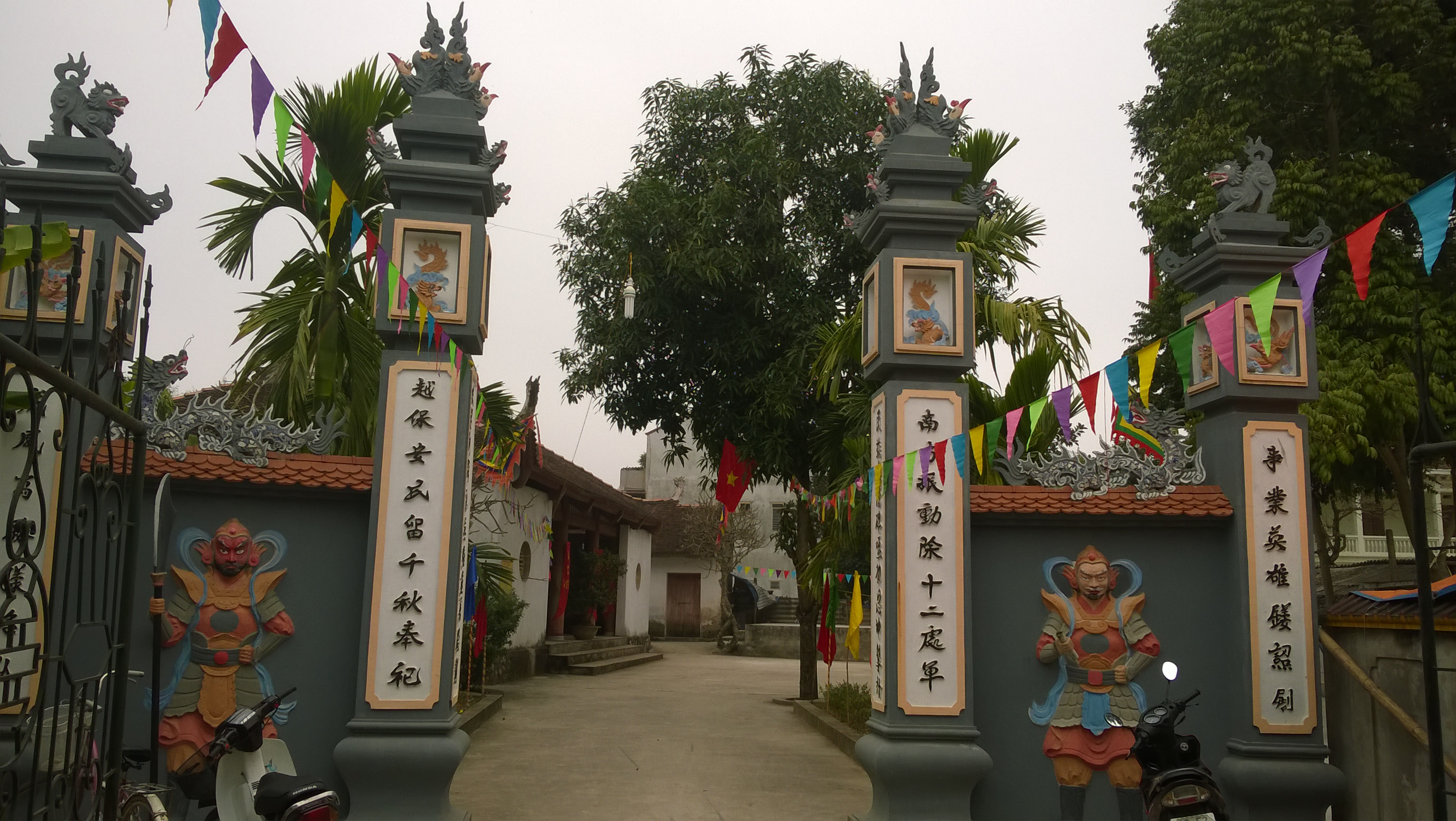
Храм первого императора Динь Тьен-хоанга

Мидык (вьет. Mỹ Đức) — уезд Вьетнама (huyện), один из семнадцати сельских уездов, входящих в состав Ханоя (с 2008 года). Площадь — 230 км², население — 171,4 тыс. человек, административный центр — город Дайнгиа (вьет. Đại Nghĩa).

## География
Уезд Мидык расположен на юго-запад от центра Ханоя (самый южный уезд Большого Ханоя). На севере он граничит с уездом Тьыонгми, на востоке — с уездом Ынгхоа, на юго-востоке — с провинцией Ханам, на юго-западе и западе — с провинцией Хоабинь.
Восточную границу уезда Мидык составляет река Дай (вьет. Sông Đáy).

## Административное деление
В настоящее время в состав уезда Мидык входит один город (thị trấn) — Дайнгиа (вьет. Đại Nghĩa) и 21 сельская община (xã) — Анми (вьет. An Mỹ), Анфу (вьет. An Phú), Антьен (вьет. An Tiến), Ботсюен (вьет. Bột Xuyên), Дайхынг (вьет. Đại Hưng), Доктин (вьет. Đốc Tín), Доктам (вьет. Đồng Tâm), Хонгшон (вьет. Hồng Sơn), Хоптхань (вьет. Hợp Thanh), Хоптьен (вьет. Hợp Tiến), Хунгтьен (вьет. Hùng Tiến), Хыонгшон (вьет. Hương Sơn), Летхань (вьет. Lê Thanh), Митхань (вьет. Mỹ Thành), Фулыуте (вьет. Phù Lưu Tế), Фуклам (вьет. Phúc Lâm), Фунгса (вьет. Phùng Xá), Тхыонглам (вьет. Thượng Lâm), Туйлай (вьет. Tuy Lai), Ванким (вьет. Vạn Kim), Суйса (вьет. Xuy Xá).

## Транспорт
Вдоль западной границы уезда Мидык проходит национальное шоссе № 21, вдоль восточной — шоссе № 21b. Небольшое судоходство имеется на реке Дай (через реку переброшено несколько автомобильных мостов). К одному из участков храмового комплекса Тюахыонг, популярного у туристов и паломников, проведена канатная дорога (большинство путешественников добираются к святилищу на лодках по живописному каналу).

## Туризм
В уезде Мидык (община Хыонгшон) расположен комплекс буддийских храмов и святилищ Тюахыонг, широко известный как «Ароматная пагода». Основанный в XV веке в скалах и пещерах на берегу реки Дай, комплекс ежегодно привлекает множество паломников и туристов. Вокруг комплекса работают десятки отелей, хостелов, кафе и ресторанов.
Другая важная туристическая зона расположена в южной части озера Куаншон.
Храмовый комплекс Тюахыонг

## Культура
В общине Хыонгшон на обширной территории проходит один из самых долгих религиозных праздников страны — фестиваль Ароматной пагоды. Он посвящён Будде Шакьямуни, бодхисаттве Авалокитешваре и «святым матерям». В общине Ботсюен проводится праздник деревни Лайтао, посвящённый божествам-покровителям местности (три брата семьи Као и сёстры Чынг) и сопровождающийся большим застольем (главными блюдами считаются сырая свинина и клейкий рис).